# Эспальон (кантон)
Эспальо́н (фр. Espalion) — кантон во Франции, находится в регионе Юг — Пиренеи, департамент Аверон. Входит в состав округа Родез.
Код INSEE кантона — 1212. Всего в кантон Эспальон входят 6 коммун, из них главной коммуной является Эспальон.

## Коммуны кантона
| Коммуна             | Население, чел. (2007) | Почтовый индекс | Код INSEE |
| ------------------- | ---------------------- | --------------- | --------- |
| Бессюэжуль          | 227                    | 12500           | 12027     |
| Кастельно-де-Мандай | 548                    | 12500           | 12061     |
| Лассу               | 314                    | 12500           | 12124     |
| Ле-Сейроль          | 285                    | 12500           | 12064     |
| Сен-Ком-д’Ольт      | 1 399                  | 12500           | 12216     |
| Эспальон            | 4 549                  | 12500           | 12096     |

## Население
Население кантона на 2007 год составляло 7 322 человека.
| 1962  | 1968  | 1975  | 1982  | 1990  | 1999  | 2006  | 2007  |
| ----- | ----- | ----- | ----- | ----- | ----- | ----- | ----- |
| 6 070 | 6 730 | 7 158 | 7 388 | 7 219 | 6 978 | 7 273 | 7 322 |